# بيندكت ألين
بيندكت ألين (بالإنجليزية: Benedict Allen)‏ هو مستكشف ومقدم تلفزيوني بريطاني، ولد في 1 مارس 1960 في ماكليسفيلد في المملكة المتحدة.

## وصلات خارجية
- الموقع الرسمي
- بيندكت ألين على موقع IMDb (الإنجليزية)
- بيندكت ألين على موقع قاعدة بيانات الفيلم (الإنجليزية)